# Joachim Gres

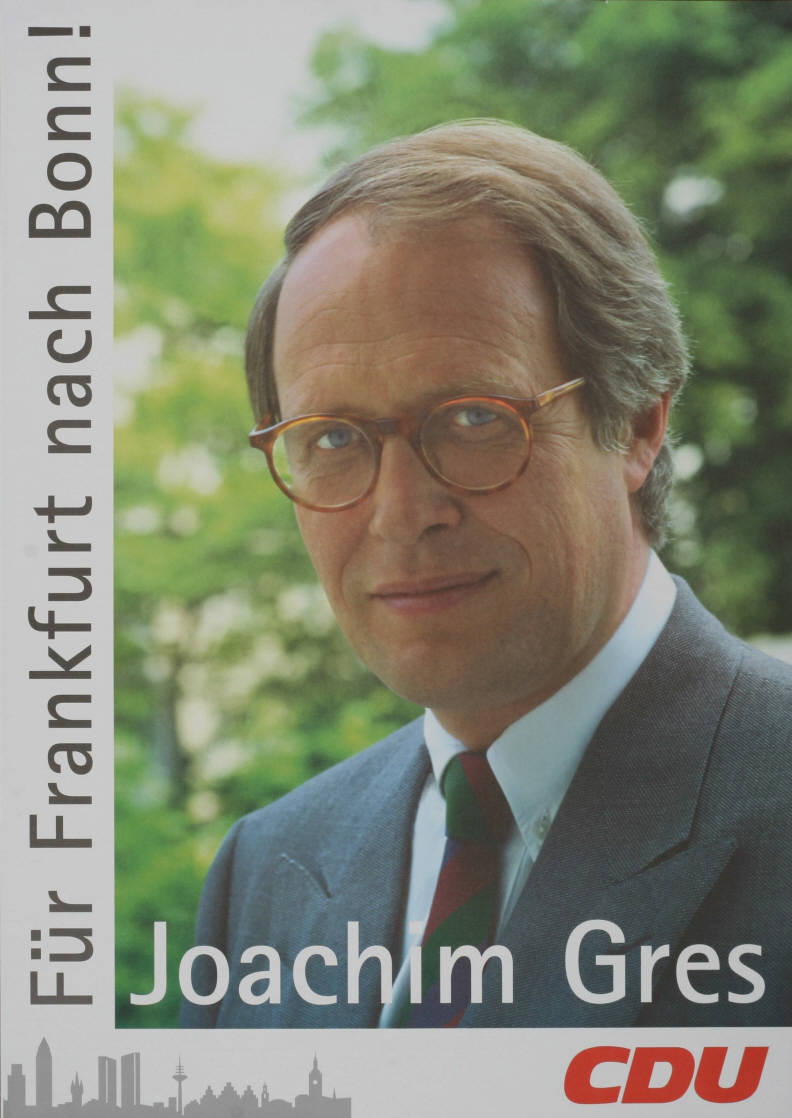
Kandidatenplakat Joachim Gres' zur Bundestagswahl 1994

Joachim Gres (* 1. März 1947 in Hameln) ist ein deutscher Politiker (CDU).

## Leben
Nach seinem Abitur 1966 am Comenius-Gymnasium in Düsseldorf studierte Gres Rechtswissenschaft in Heidelberg und Bonn. Er bestand 1971 in Bonn die erste und 1974 in Wiesbaden die zweite juristische Staatsprüfung. Während seines Studiums in Heidelberg wurde er Mitglied des Corps Rhenania.
1974 ließ sich Gres als Rechtsanwalt in Frankfurt am Main nieder. Seit 1989 war er auch Notar. Er war bis 2017 Partner der Großkanzlei CMS Hasche Sigle, dort zuvor viele Jahre Mitglied im Partnerausschuss und zuletzt Senior Partner.

## Politik
1971 wurde Gres Mitglied der CDU. Von 1977 bis 1990 war er Mitglied der Stadtverordnetenversammlung der Stadt Frankfurt am Main, wo er zuletzt stellvertretender Vorsitzender der CDU-Fraktion war. Von 1990 bis 1998 saß er als direkt gewählter Abgeordneter für den Bundestagswahlkreis Frankfurt am Main II im Deutschen Bundestag. Im Deutschen Bundestag war er Obmann der CDU-Fraktion in zwei Untersuchungsausschüssen, Mitglied im Rechtsausschuss des Deutschen Bundestags, zuletzt Justitiar der CDU-Fraktion.